# Serica senta
Serica senta är en skalbaggsart som beskrevs av Dawson 1933. Serica senta ingår i släktet Serica och familjen Melolonthidae. Inga underarter finns listade i Catalogue of Life.